# یواس‌اس مون‌استون (پی‌وای‌سی-۹)
یواس‌اس مون‌استون (پی‌وای‌سی-۹) (به انگلیسی: USS Moonstone (PYc-9)) یک کشتی است که طول آن ۱۷۱ فوت ۹ اینچ (۵۲٫۳۵ متر) می‌باشد.